# Подвздошная кость
Подвздо́шная кость (лат. os ilium) —  парная кость, наиболее крупная из трёх костей, формирующих тазовую кость. Посредством подвздошной кости тазовая кость сочленяется с позвоночником.

## Анатомия

Подвздошные кости в скелете таза человека отмечены красным

По своему строению подвздошная кость — губчатая кость, па́рная; левая и правая подвздошные кости участвуют в образовании боковых стенок таза и при помощи плоских малоподвижных крестцово-подвздошных суставов (лат. articulatio sacroiliaca) соединяют пояс нижних конечностей с крестцом.
Состоит из:
- тела подвздошной кости (лат. corpus ossis ilii) — более толстая часть, располагающаяся снизу и образующий с латеральной стороны кости верхнюю часть вертлужной впадины (лат. acetabulum) тазобедренного сустава. Чуть выше неё, на этой же поверхности кости, проходит надвертлужная борозда (лат. sulcus supraacetabularis). На медиальной поверхности тела подвздошной кости имеется выступ — дугообразная линия (лат. linea arcuata), которая является границей между телом и крылом подвздошной кости, а также между большим и малым тазом. Тело подвздошной кости снизу спереди соединяется с телом лобковой кости образуя подвздошно-лобковое возвышение (лат. eminentia iliopubica), снизу сзади — с телом седалищной кости;
- крыла подвздошной кости[англ.] (лат. ala ossis ilii) — верхняя бо́льшая и уплощённая, расширяющаяся кверху часть кости. Передний край крыла подвздошной кости тянется от подвздошно-лобкового возвышения до угла перехода на верхний край, где имеется выступ — передняя верхняя подвздошная ость (лат. spina iliaca anterior superior), ниже которой расположен ещё один выступ — передняя нижняя подвздошная ость (лат. spina iliaca anterior inferior). Между двумя передними остями имеется вырезка. Задний край крыла подвздошной кости образует с верхним его краем заднюю верхнюю подвздошную ость (лат. spina iliaca posterior superior), под ней, через вырезку, находится также задняя нижняя подвздошная ость (лат. spina iliaca posterior inferior), ниже которой имеется вырезка, участвующая в образовании большой седалищной вырезки (лат. incisura ischiadica major) тазовой кости соединяясь с одноимённой вырезкой тела седалищной кости. В этом месте крыло подвздошной кости соединяется с телом седалищной кости. Большая седалищная вырезка является костной частью большого седалищного отверстия[англ.] (лат. foramen ischiadicum majus). Верхний край крыла подвздошной кости S-образно изогнут и образует по всему краю утолщённый подвздошный гребень (лат. crista iliaca), состоящий из наружной губы (лат. labium externum), внутренней губы (лат. labium internum), промежуточной линии (лат. linea intermedia), в передней части ещё подвздошного бугорка (лат. tuberculum iliacum). Внутренняя медиальная поверхность крыла подвздошной кости в передней части слегка вогнут и образует подвздошную ямку (лат. fossa iliaca), в задней части образует крестцово-тазовую поверхность (лат. facies sacropelvica) на которой имеются суставная ушковидная поверхность (лат. facies auricularis) и кзади и выше от неё подвздошная бугристость (лат. tuberositas iliaca). На наружной латеральной ягодичной поверхности (лат. facies glutea) крыла подвздошной кости заметны 3 линии: передняя ягодичная линия (лат. linea glutea anterior: верхняя передняя подвздошная ость — верх большой седалищной вырезки), задняя ягодичная линия (лат. linea glutea posterior: наружная губа у верхней задней подвздошной ости — задняя нижняя подвздошная ость), нижняя ягодичная линия (лат. linea glutea inferior: над вертлужной впадиной).

Подвздошные гребни правой и левой подвздошных костей
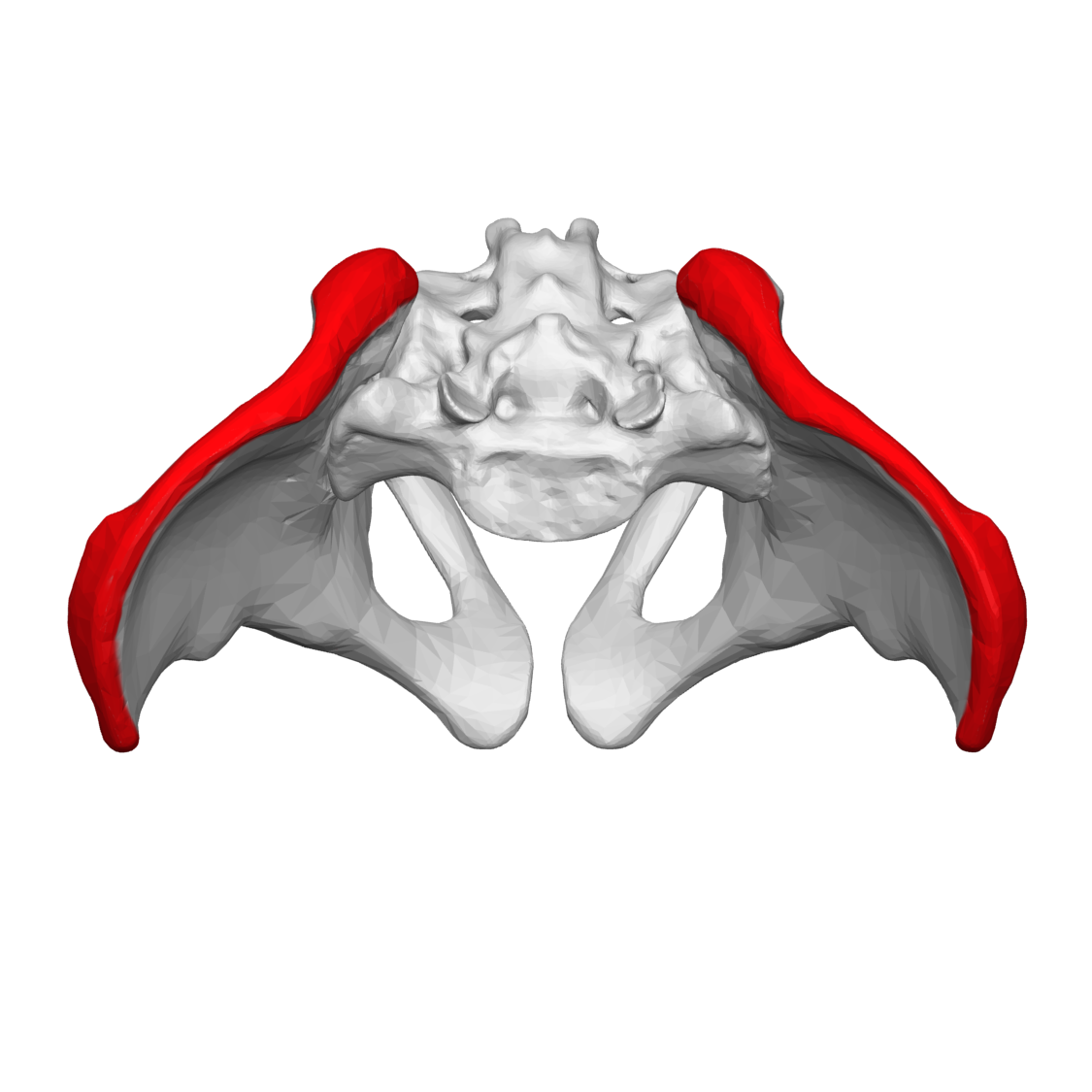
Подвздошные гребни в плане, вид сверху
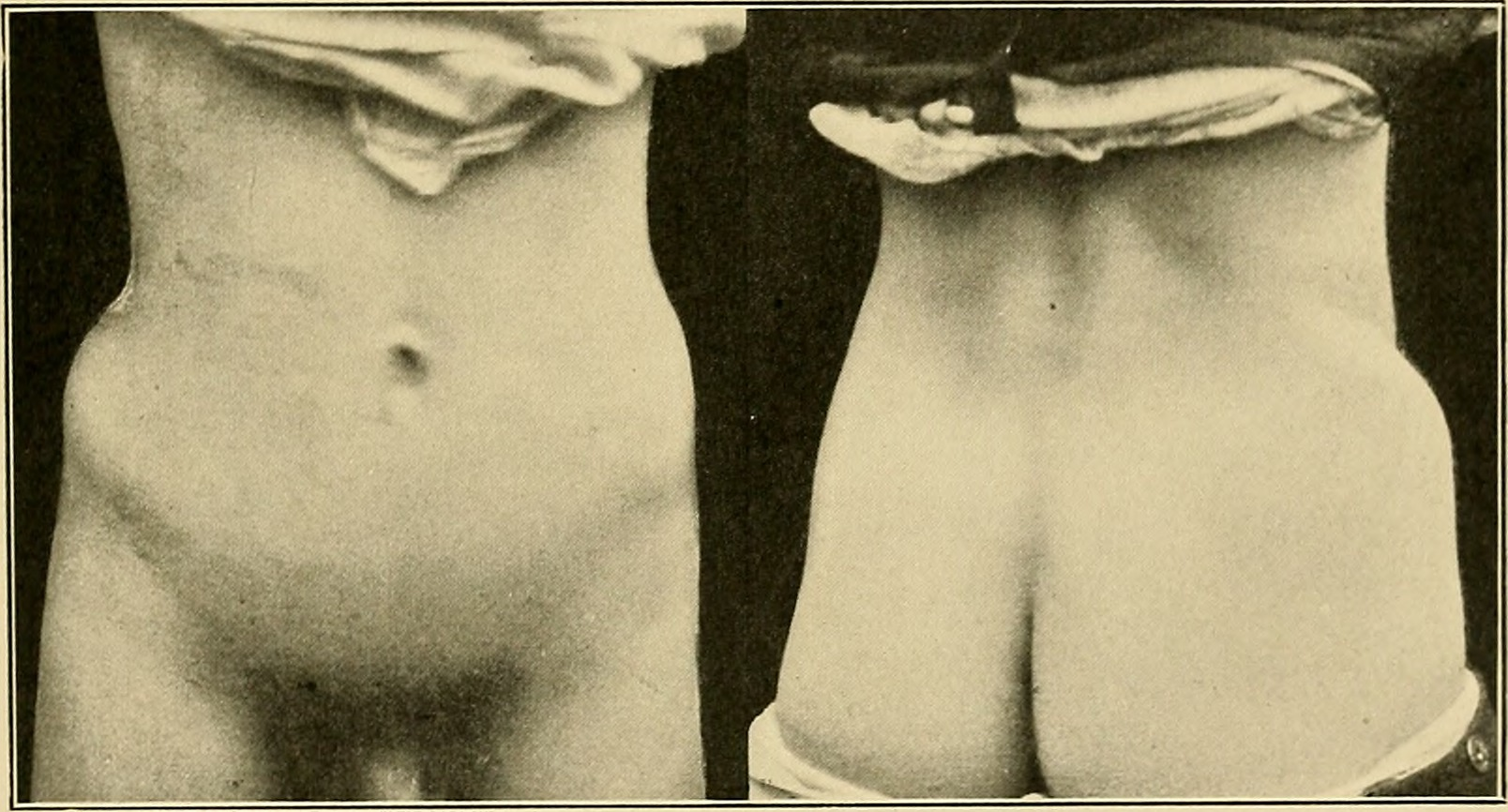
У худощавых людей часть подвздошных гребней заметна через кожу
Подвздошные бугорки правой и левой подвздошных костей
Дугообразные линии правой и левой подвздошных костей
Передние верхние подвздошные ости правой и левой подвздошных костей
Передняя нижняя подвздошная ость правой подвздошной кости
Задние верхние подвздошные ости правой и левой подвздошных костей
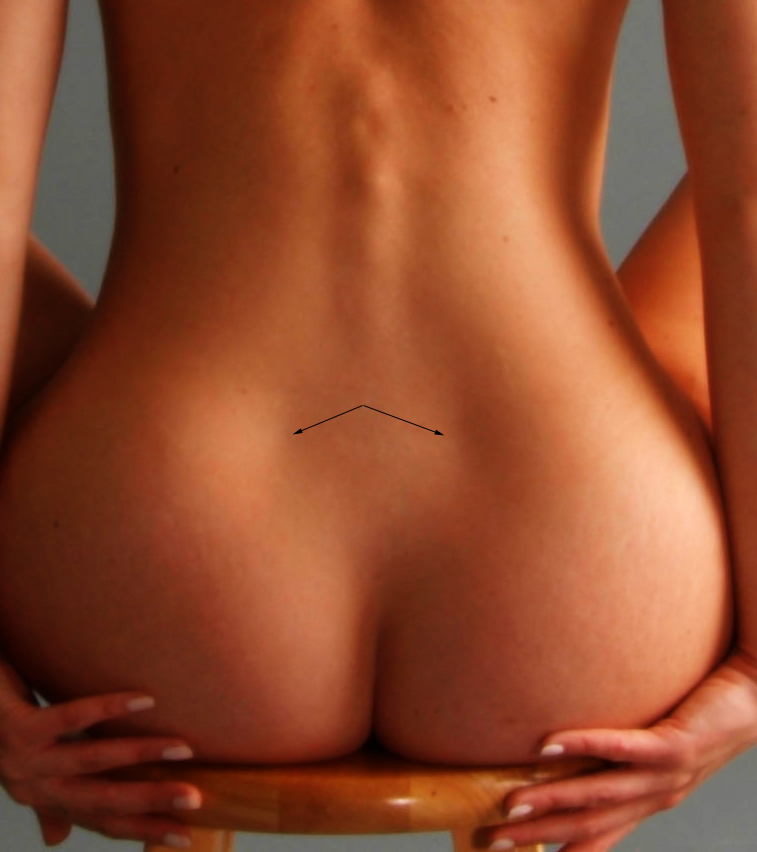
Проекции на поверхности тела задних верхних подвздошных остей
Задняя нижняя подвздошная ость правой подвздошной кости
Большая седалищная вырезка правой тазовой кости
Крестцово-тазовая поверхность правой подвздошной кости
Подвздошная бугристость правой подвздошной кости
Суставная ушковидная поверхность правой подвздошной кости
Подвздошная ямка правой подвздошной кости

## Прилегающие анатомические образования

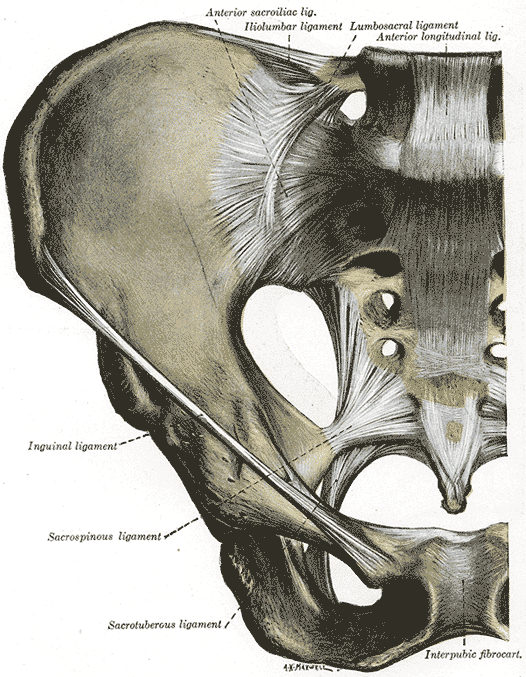
Связки таза, вид спереди, правая половина
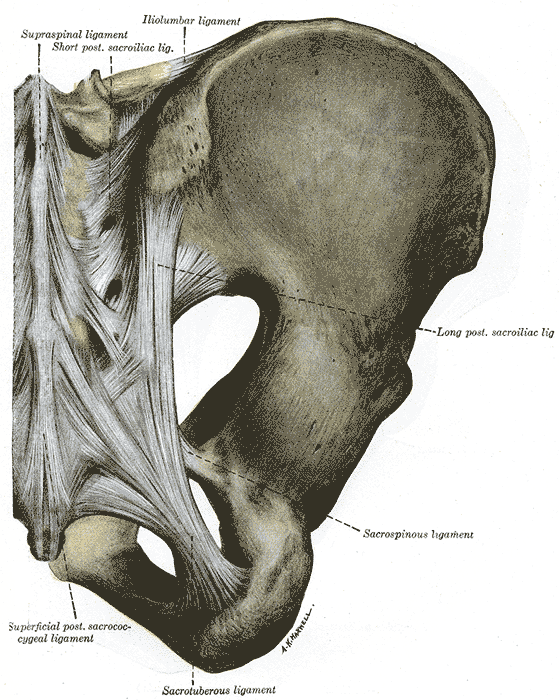
Связки таза, вид сзади, правая половина
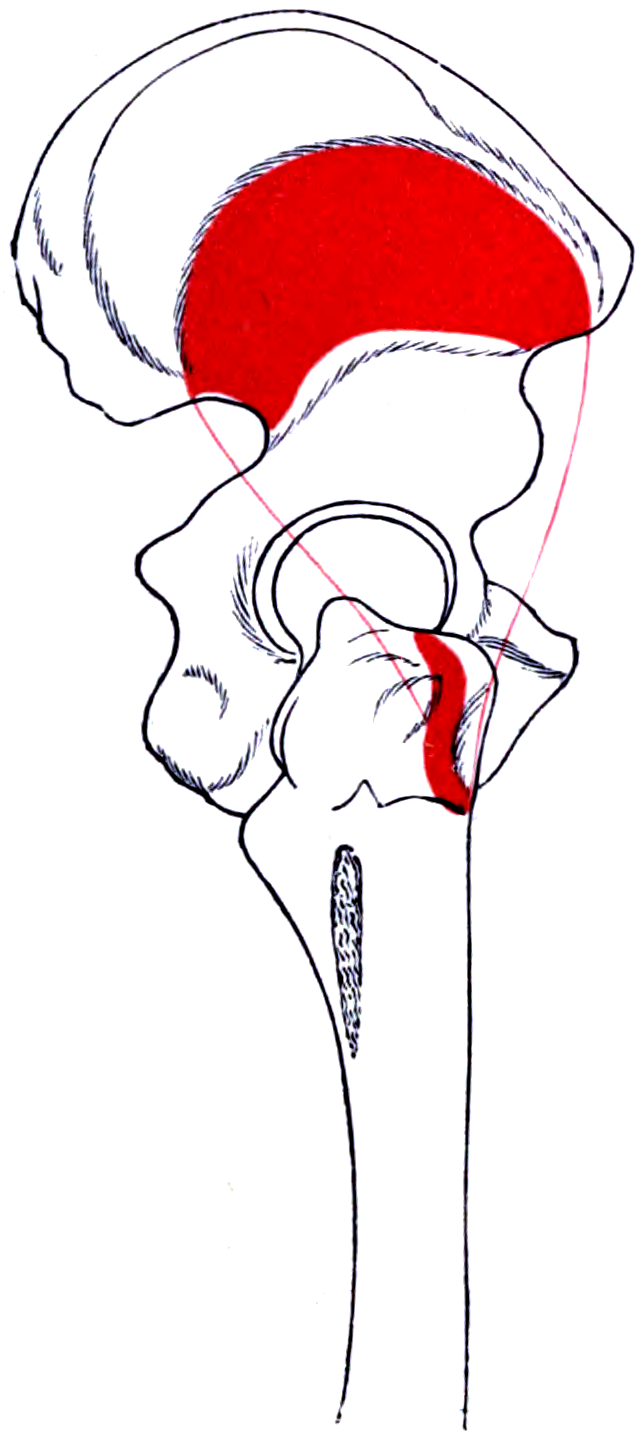
Места прикрепления и проекция правой малой ягодичной мышцы
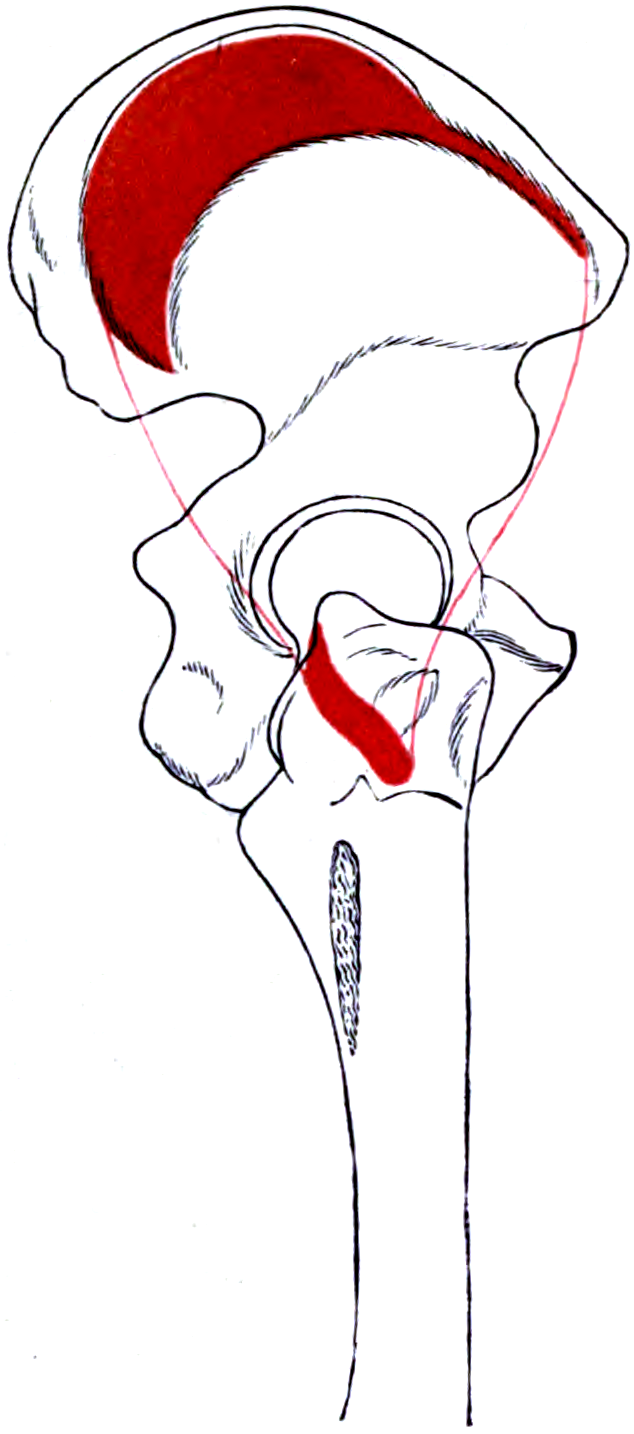
Места прикрепления и проекция правой средней ягодичной мышцы
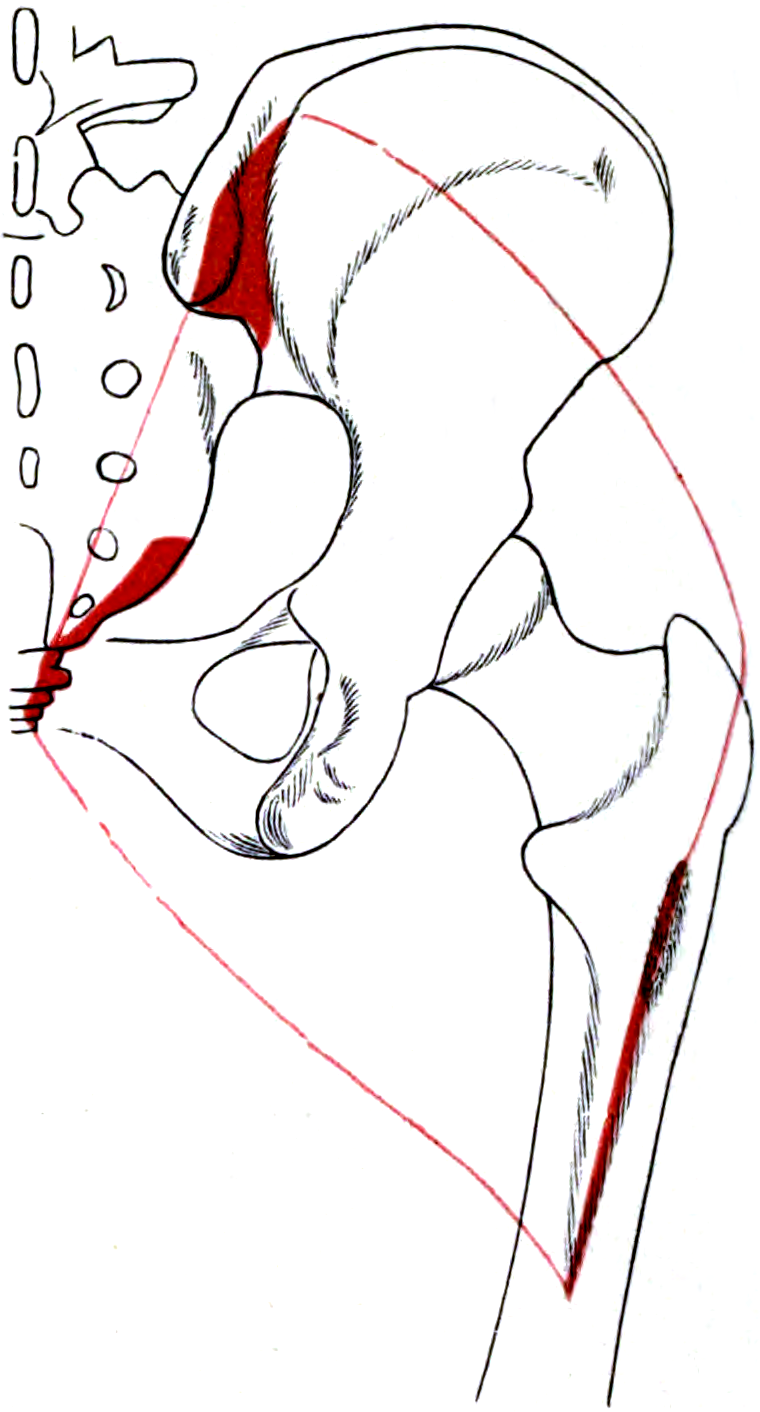
Места прикрепления и проекция правой большой ягодичной мышцы
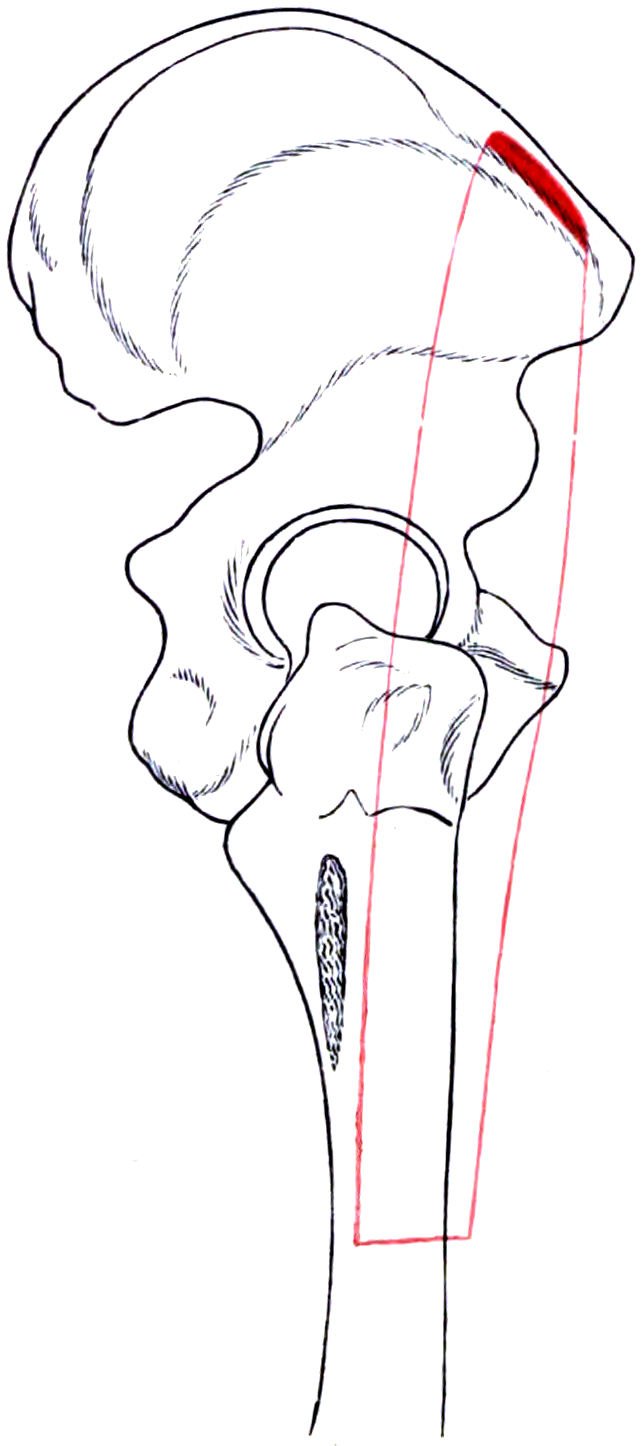
Места прикрепления и проекция правой мышцы, напрягающей широкую фасцию бедра
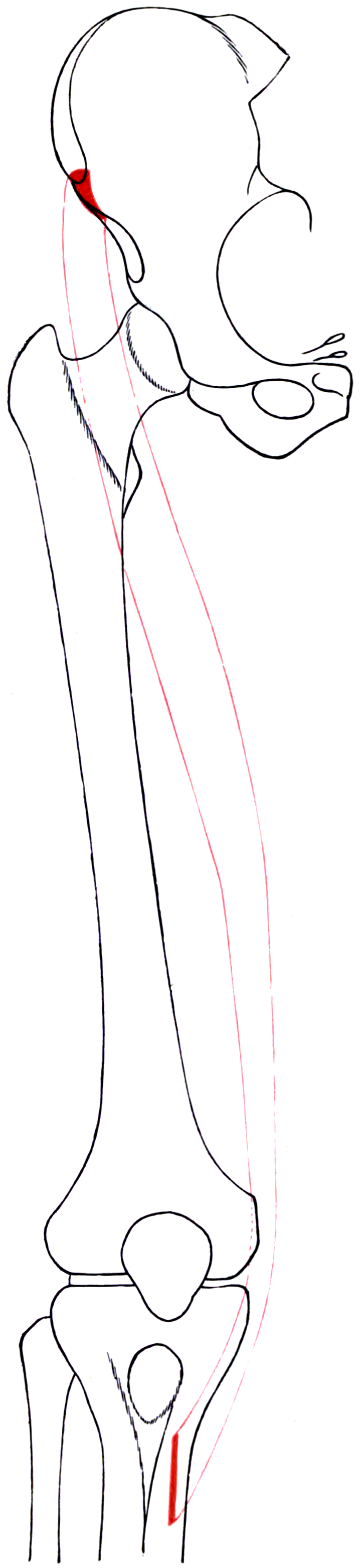
Места прикрепления и проекция правой портняжной мышцы
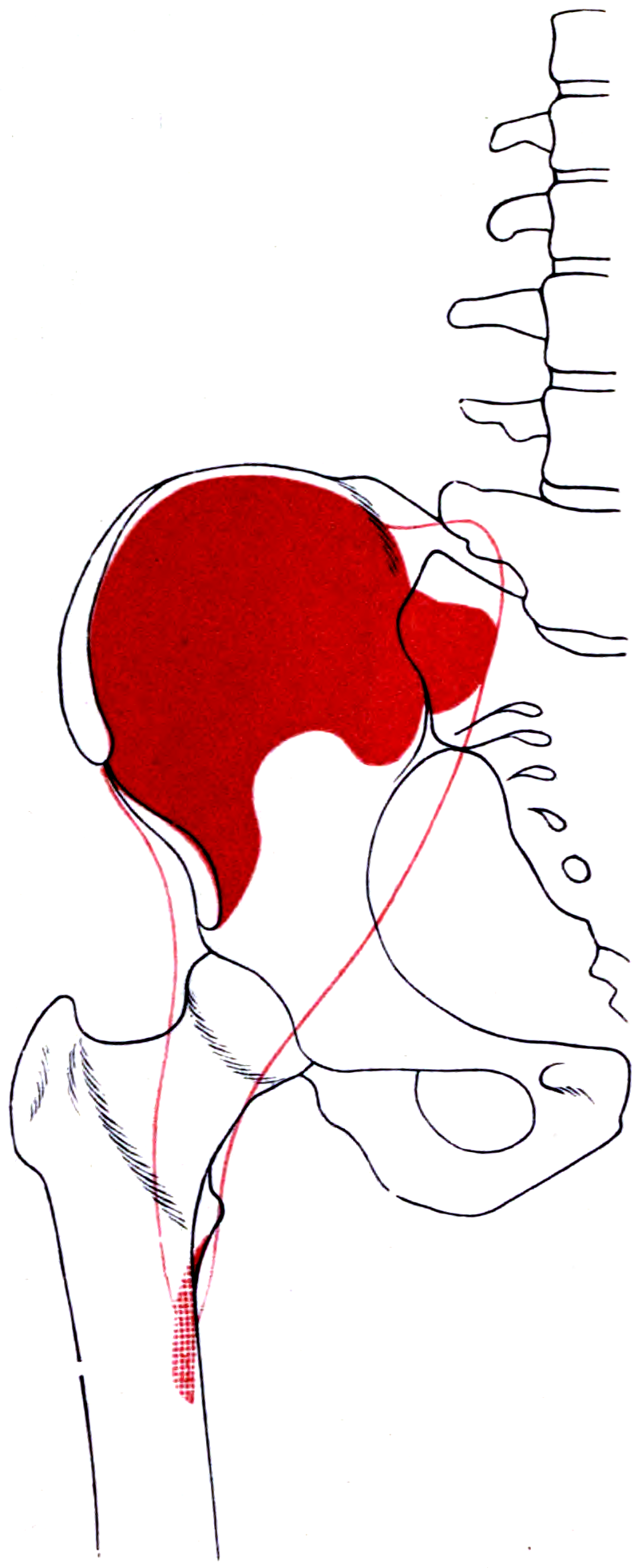
Места прикрепления и проекция расположения правой подвздошной мышцы
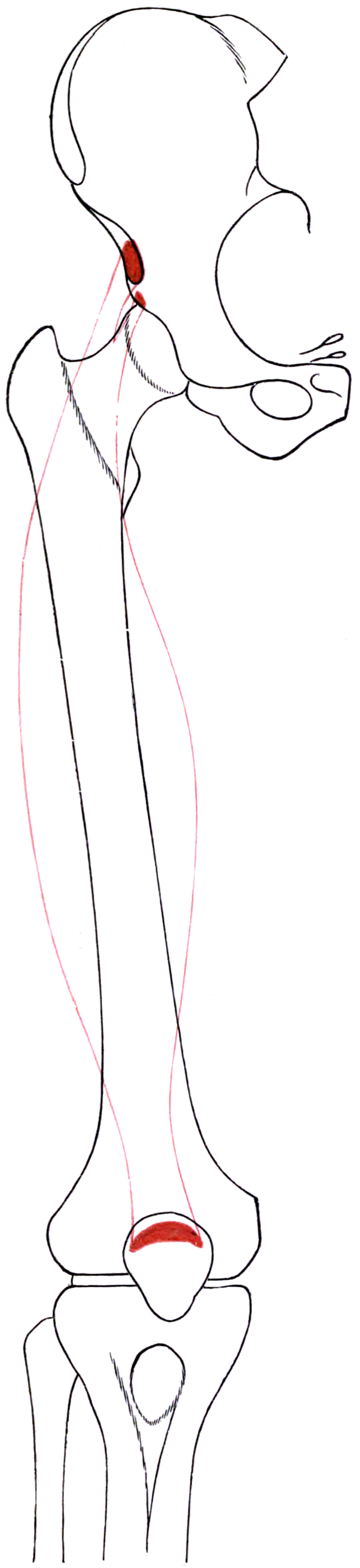
Места прикрепления и проекция расположения правой прямой мышцы бедра

## Патологии

Биопсия крыла подвздошной кости для отбора пробы красного костного мозга

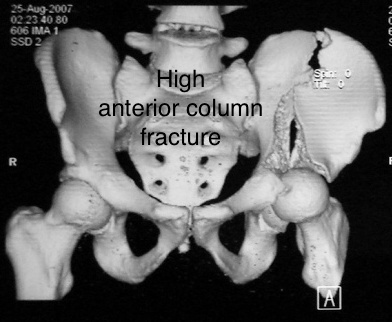
Компьютерная томограмма перелома левой подвздошной кости с повреждением вертлюжной впадины